# Zoològic
|  | Aquest article tracta sobre una institució. Vegeu-ne altres significats a «Zoo (desambiguació)». |

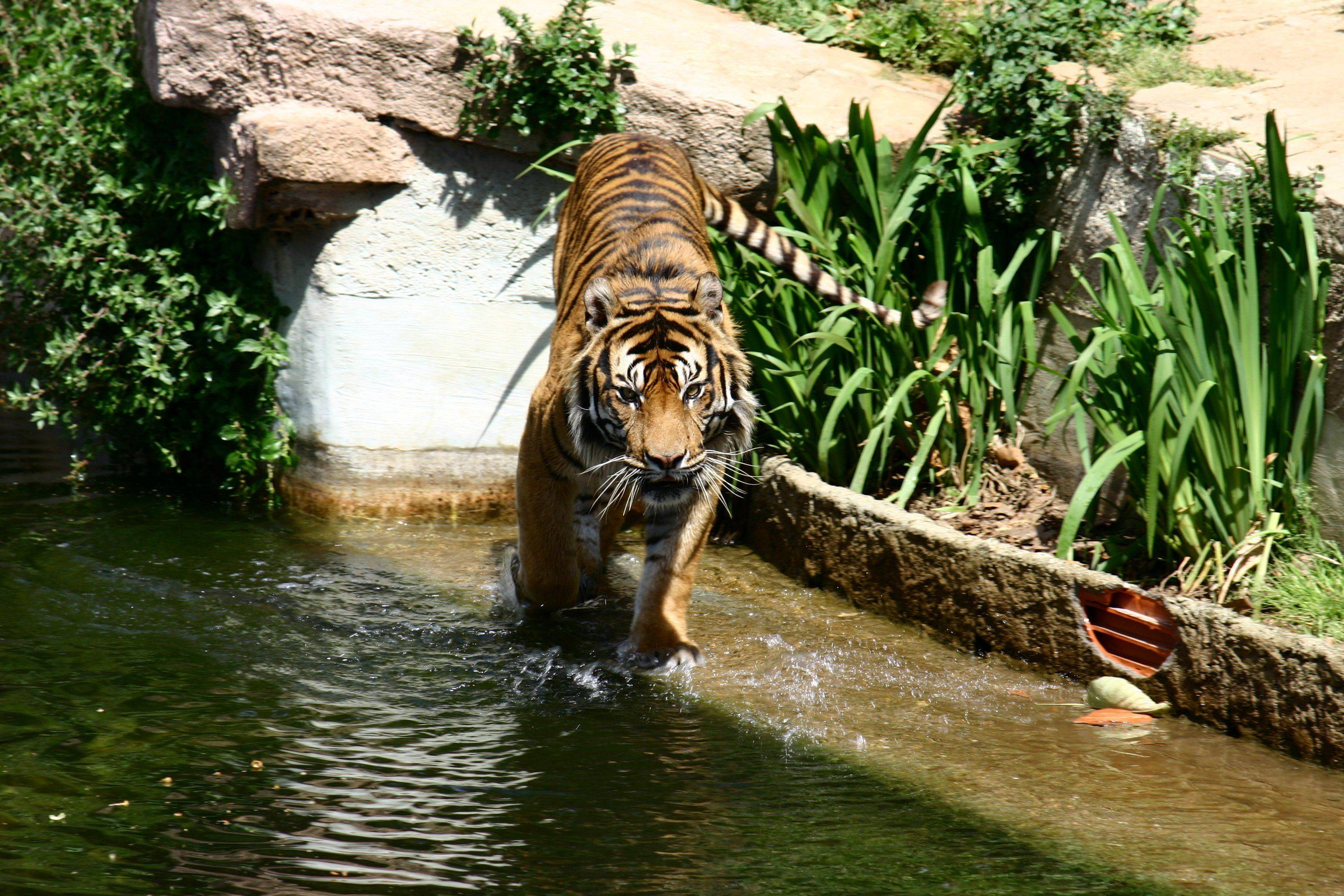
Tigre al Zoològic de Barcelona

Un zoològic o zoo és una institució que té una col·lecció d'animals vius, principalment exòtics i salvatges, de la qual una part està exposada al públic. Segons la definició legal a l'Estat Espanyol, es consideren com a parcs zoològics els aquaris, els zoos, els centres d'oci i parcs urbans amb allotjament per a animals silvestres, els insectaris i els safaris.
Els primers zoos del segle xix es limitaven sovint a exposar curiositats en gàbies poc adaptades a les necessitats dels animals que en conseqüència quasi mai es reproduïen en captivitat. Als zoos moderns s'intenten crear recintes que reprodueixin tant com sigui possible el biòtop natural de l'animal. Tenen un paper important per a l'estudi i la conservació dels animals i cada vegada més per a la cria d'espècies amenaçades.

## Història

### Antiguitat
El predecessor del jardí zoològic és la ménagerie o casa de feres, que té una llarga història des del món antic fins als temps moderns. La col·lecció zoològica més antiga coneguda fou descoberta durant les excavacions a Hierakonpolis, Egipte el 2009, d'una ménagerie de ca. 3500 aC. Els animals exòtics incloïen hipopòtams, nyus, elefants, babuïns i gats salvatges.
També se sap que el rei Aixurbelkala de l'Imperi Assiri mitjà va crear jardins zoològics i botànics al segle XI aC. Al segle II aC, l'emperadriu xinesa Tanki va fer construir una "casa dels cérvols" i el rei Wen de Zhou va mantenir un zoològic de 6,1 km² anomenat Ling-Yu, o Jardí de la Intel·ligència.
Altres col·leccionistes d'animals dels quals es té constància són les del rei Salomó del Regne d'Israel i Judà, la reina Semíramis i el rei Assurbanipal d'Assíria, i el rei Nabucodonosor de Babilònia.
Així mateix, hi ha constància que, cap al segle iv aC, existien zoològics a la majoria de  ciutats-estat gregues; se sap que Alexandre el Gran va enviar a Grècia  animals que capturava en les seves expedicions militars.
Els emperadors romans guardaven col·leccions privades d'animals per a l'estudi o per al seu ús a l'arena. L'historiador del segle xix W. E. H. Lecky va escriure sobre els jocs romans, celebrats per primera vegada l'any 366 aC:
| « | En una ocasió, un os i un bou, encadenats, van rodar en un combat ferotge per la sorra... Quatre-cents ossos van ser assassinats en un sol dia sota Calígula... Sota Neró, quatre-cents tigres van lluitar amb bous i elefants. En un sol dia, a la dedicació del Coliseu per part de Titus, van morir cinc mil animals. Sota Trajà... es van utilitzar lleons, tigres, elefants, rinoceronts, hipopòtams, girafes, bous, cérvols, fins i tot cocodrils i serps per donar novetat a l'espectacle. | » |

### Edat mitjana
Sembla que el rei Enric I d'Anglaterra mantenia una col·lecció d'animals al seu palau de Woodstock que incloïa lleons, lleopards i camells. La col·lecció més destacada de l'Anglaterra medieval es trobava a la Torre de Londres, creada el 1204 pel rei Joan I. Enric III va rebre tres lleopards com a de regal de noces el 1235 per part de Frederic II, emperador del Sacre Imperi Germànic, i el 1264, els animals van ser traslladats al Baluard, rebatejat com a Torre del Lleó, prop de l'entrada principal oest de la Torre. Va ser obert al públic durant el regnat d'Isabel I al segle XVI. Durant el segle xviii, el preu de l'entrada era de tres mitjos penics, o el subministrament d'un gat o gos per alimentar els lleons. Els animals van ser traslladats al zoològic de Londres quan es va obrir.
L'emperador asteca Moctezuma tenia a la seva capital, Tenochtitlan, una "casa dels animals" amb una gran col·lecció d'ocells, mamífers i rèptils en un jardí cuidat per més de 600 empleats. El jardí va ser descrit per diversos conqueridors espanyols, inclòs Hernán Cortés el 1520. Després de la revolta asteca contra el domini espanyol, i durant la batalla posterior per la ciutat, Cortés va ordenar de mala gana que es destruís el zoo.

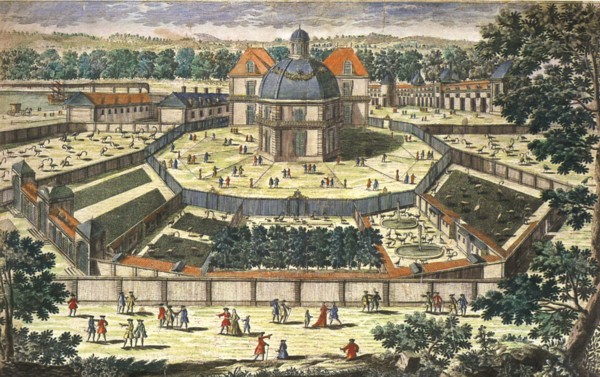
La ménagerie de Versalles

### Il·lustració
El zoològic més antic del món encara en funcionament és el Tiergarten Schönbrunn a Viena, Àustria. Va ser construït per Adrian van Stekhoven l'any 1752 per ordre de l'emperador Francesc I, per servir com a casal imperial com a part del palau de Schönbrunn. El zoo es va reservar inicialment per al plaer de la família imperial i la cort, però es va fer accessible al públic el 1765. El 1775 es va fundar un zoològic a Madrid, i el 1795, dins del Jardí de les Plantes va ser fundat el zoològic per Jacques-Henri Bernardin, amb animals de la ménagerie reial de Versalles, principalment per a la investigació científica i l'educació. La planificació d'un espai de conservació i observació dels animals es va expressar en relació amb la construcció política de la ciutadania republicana.
El zoològic de Kazan, el primer zoològic de Rússia, va ser fundat l'any 1806 pel professor de la Universitat Estatal de Kazan Karl Fuchs.

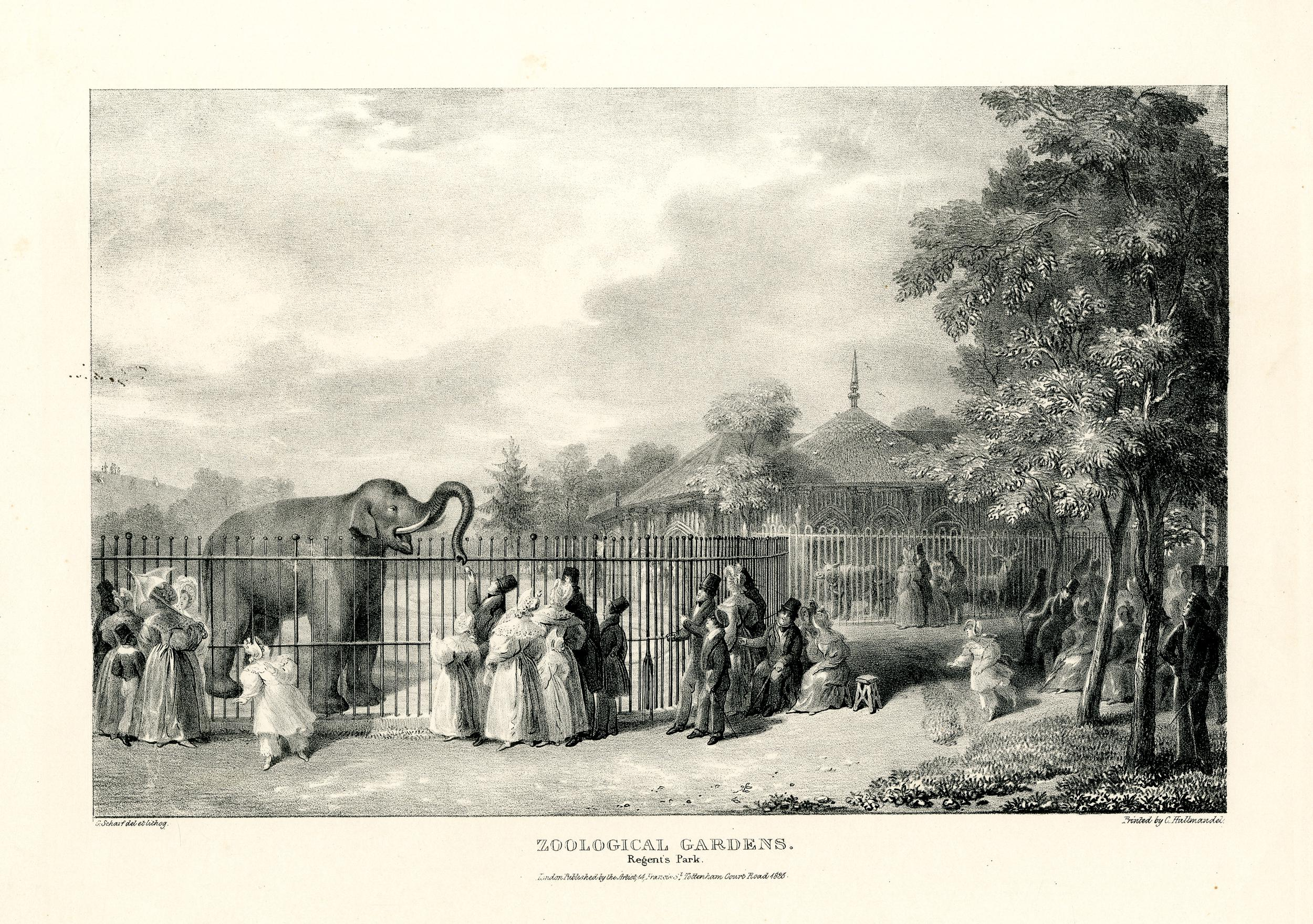
El Parc Zoològic de Londres el 1835

### El zoològic modern
Fins a principis del segle xix, la funció del zoo era sovint la de simbolitzar el poder reial, com la ménagerie del rei Lluís XIV a Versalles. Les principals ciutats d'Europa van establir zoològics al segle xix, normalment utilitzant Londres i París com a models. La transició es va fer des dels zoològics principescos dissenyats per entretenir l'alta societat amb estranyes novetats als jardins zoològics públics. El nou objectiu era educar tota la població amb informació en línies científiques modernes. Els zoos comptaven amb el suport de societats comercials o científiques locals. La paraula «zoològic» va utilitzar-se per a la primera vegada el 1826, amb la fundació de la Societat Zoològica de Londres que va crear els London Zoological Gardens (Jardins zoològics de Londres), un nom que el públic aviat va abreujar tot simplement a London Zoo. Va ser el primer zoològic científic del món. Originalment destinat a ser utilitzat com a col·lecció per a estudis científics, es va obrir al públic el 1847.

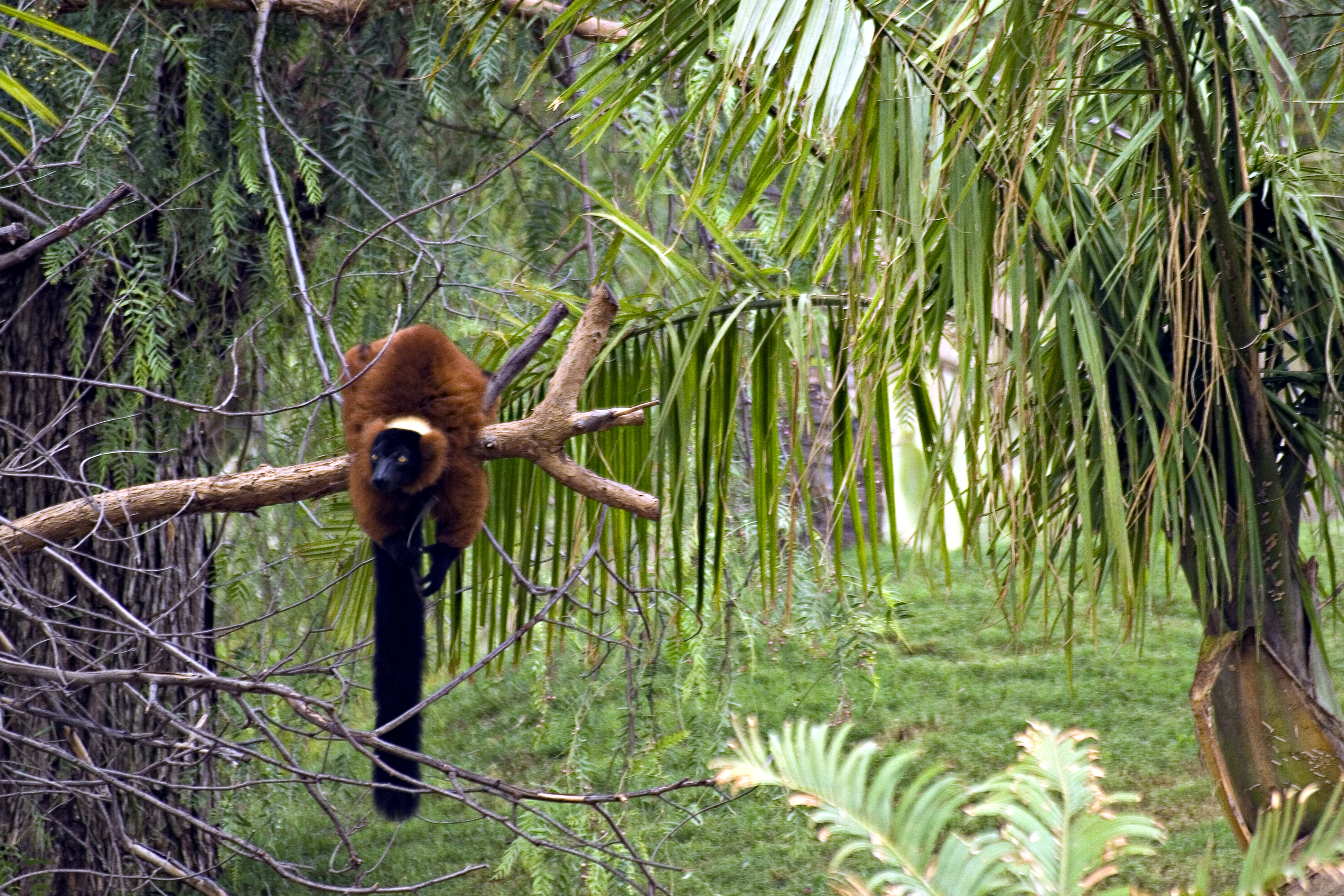
El Bioparc València està basat en el principi de la zooimmersió, que tracta de replicar els hàbitats dels animals en la natura

L'èxit del Zoològic de Londres va provocar la creació de nous zoològics. El primer zoològic establert a Austràlia va ser el de Melbourne, l'any 1860. Als Estats Units, el zoològic de Filadèlfia va obrir les portes l'1 de juliol de 1874, guanyant el seu lema "El primer zoològic d'Amèrica". El Lincoln Park Zoological Gardens a Chicago i el Cincinnati Zoo es van obrir el 1875. El primer zoo de Catalunya va ser el Parc Zoològic de Barcelona que s'inaugurà el 1892 als edificis de l'Exposició Universal del 1888. L'any 1907, l'emprenedor Carl Hagenbeck va fundar el Tierpark Hagenbeck a Stellingen. El seu zoològic va suposar una desviació radical del disseny del zoològic que hi havia establert. Va ser el primer zoològic que va utilitzar recintes oberts envoltats de fosses, en lloc de gàbies, per aproximar-se millor als entorns naturals dels animals. També va muntar exhibicions d'espècies mixtes i va basar el disseny en principis organitzadors de la geografia, a diferència de la taxonomia.

## Ambientalisme
Quan l'ecologia va sorgir com a qüestió d'interès públic a la dècada de 1970, alguns zoològics van començar a considerar fer de la conservació el seu paper central, amb Gerald Durrell del zoo de Jersey, George Rabb del zoo de Brookfield i William Conway del zoo del Bronx (Wildlife Conservation Society) encapçalant la discussió. A partir d'aleshores, els professionals dels zoològics van ser cada cop més conscients de la necessitat de participar en programes de conservació. Per posar èmfasi en els problemes de conservació, molts zoològics grans van deixar de fer espectacles amb animals. El zoo de Detroit, per exemple, va aturar el seu espectacle d'elefants el 1969 i el seu espectacle de ximpanzés el 1983, reconeixent que probablement els entrenadors havien de maltractar els animals per fer-los actuar.

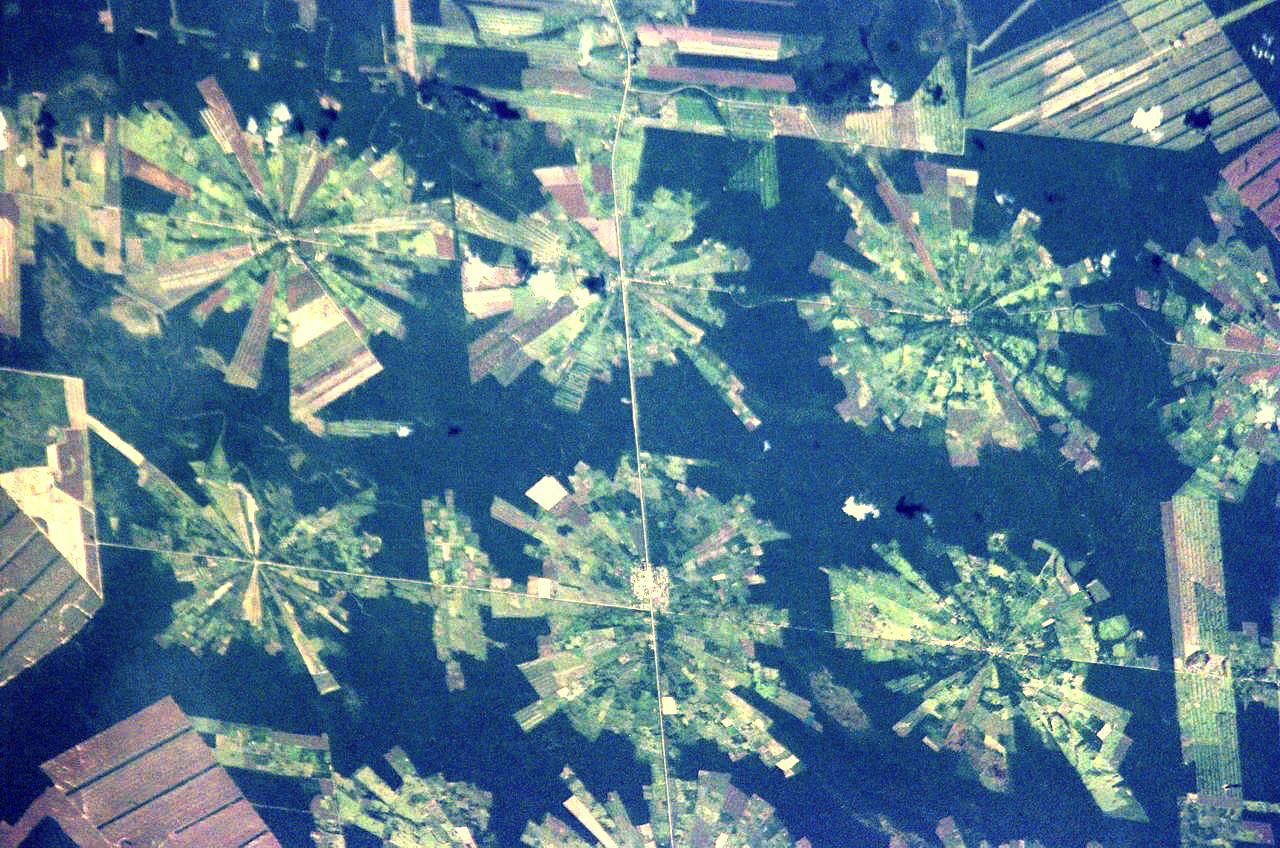
Desforestació en Bolívia per al conreu de soia. La reducció de l'hàbitat posa en perill a les espècies que hi viuen

La destrucció massiva de l'hàbitat de la vida salvatge encara no ha cessat a tot el món i moltes espècies com elefants, grans felins, pingüins, ocells tropicals, primats, rinoceronts, rèptils exòtics i moltes altres estan en perill d'extinció. Molts dels zoològics actuals busquen aturar o frenar el declivi de moltes espècies en perill d'extinció i mostrar que el seu propòsit principal és criar espècies en perill d'extinció en captivitat i reintroduir-les a la natura. Els zoològics moderns també pretenen educar els visitants en la importància de la conservació dels animals, sovint deixant que els visitants siguin testimonis dels animals de primera mà. Alguns crítics i la majoria dels activistes pels drets dels animals diuen que els zoològics, siguin quines siguin les seves intencions, o com de nobles siguin, són immorals i no serveixen més que per complir l'oci humà a costa dels animals. Tanmateix, els defensors dels zoològics argumenten que els seus esforços marquen la diferència en la conservació i l'educació de la vida salvatge.

## Exhibicions d'humans

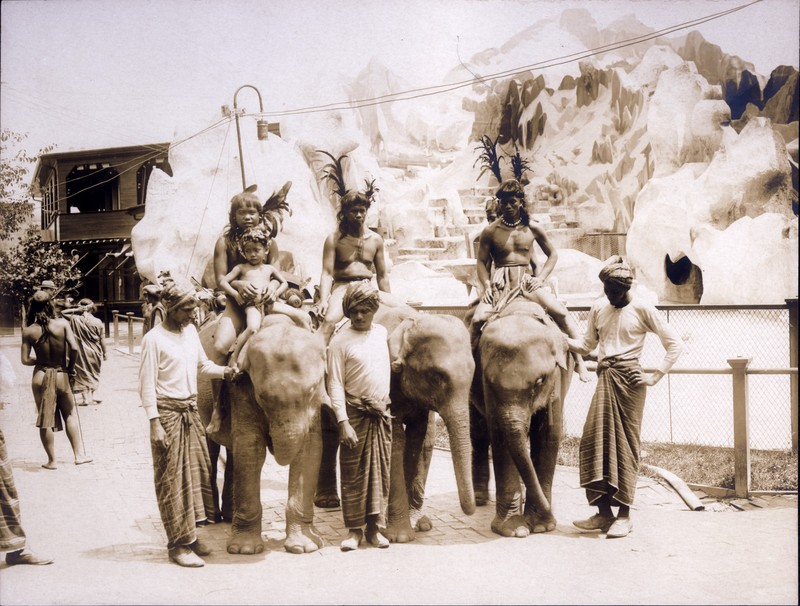
Exhibició d'igorots a l'Exposició Universal de Saint Louis el 1904

Ocasionalment es mostraven éssers humans en gàbies als zoològics juntament amb animals no humans, per il·lustrar les diferències entre persones d'origen europeu i no europeu. El setembre de 1906, William Hornaday, director del zoològic del Bronx de Nova York —amb l'acord de Madison Grant, cap de la Societat Zoològica de Nova York— va fer exposar a Ota Benga, un pigmeu congolès en una gàbia amb els ximpanzés, després amb un orangutan anomenat Dohong, i un lloro. L'exposició pretenia ser un exemple de la "baula perduda" entre l'orangutan i l'home blanc. Va provocar protestes dels clergues de la ciutat, però, segons es diu, va tindre èxit entre el públic.
També es van mostrar éssers humans en diversos esdeveniments, especialment en exposicions colonials com l'Exposició Colonial de París de 1931, amb la pràctica continuada a Bèlgica almenys fins al 1958 en una exhibició de "poble congolès" a l'Expo '58 a Brussel·les. Aquestes exposicions, encara que de vegades s'anomenen "zoològics humans", normalment no es feien en zoològics ni utilitzaven gàbies.

## Gestió

### Origen dels animals

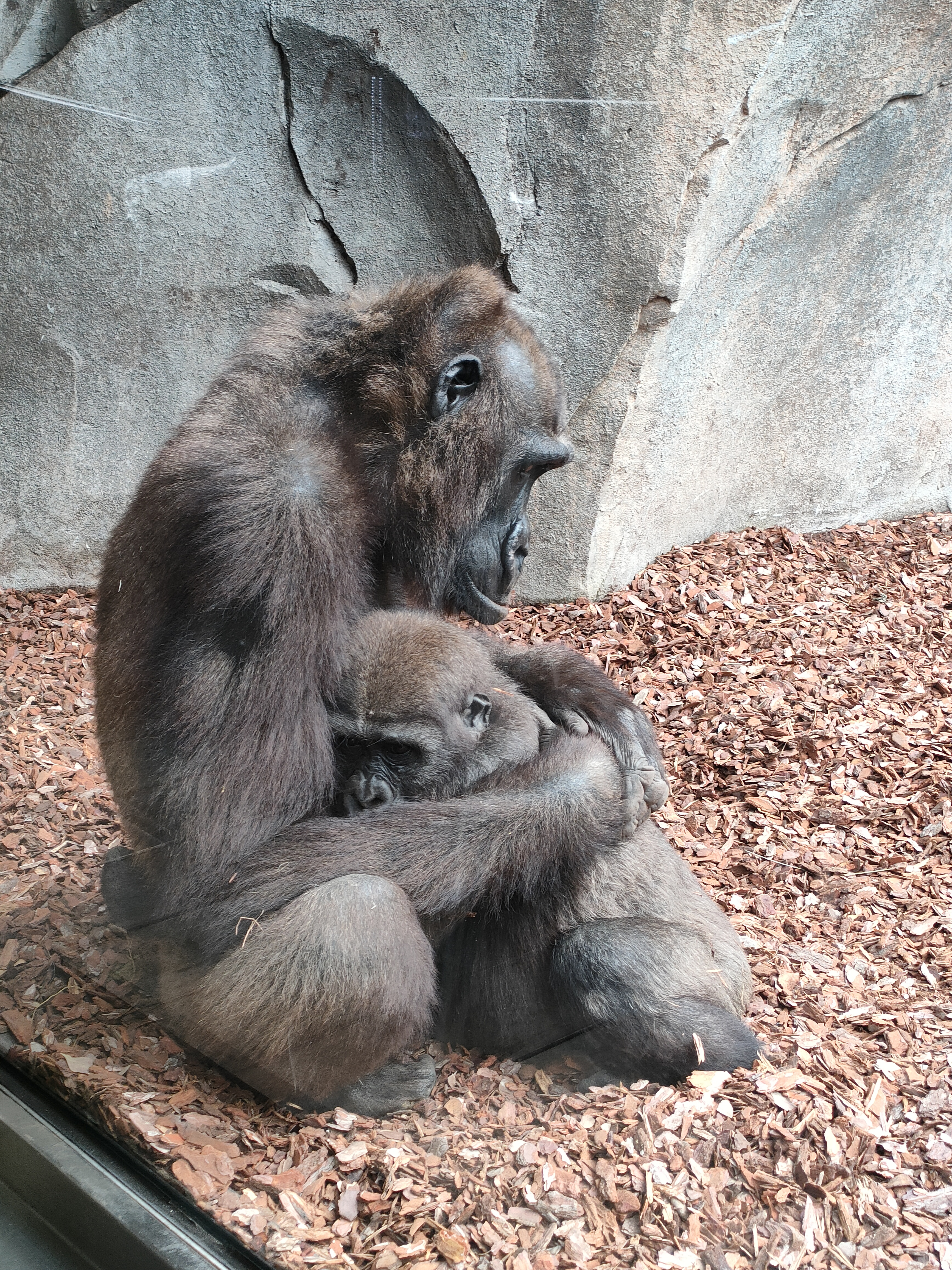
Molts dels animals dels zoos actuals són nascuts en captivitat

L'any 2000, la majoria dels animals que es mostraven als zoològics eren descendents d'altres animals del zoològic. Aquesta tendència, però, era i encara és específica segons espècies. Quan els animals es traslladen entre zoològics, solen passar temps en quarantena i se'ls dona temps per aclimatar-se als seus nous recintes, que sovint estan dissenyats per imitar el seu entorn natural. Per exemple, algunes espècies de pingüins poden requerir recintes refrigerats. Les directrius sobre la cura necessària per a aquests animals es publiquen a l'Anuari Internacional del Zoo. Els intercanvis d'animals entre instal·lacions solen fer-se de manera voluntària, basant-se en un model de cooperació per a la conservació. Els animals en préstec solen romandre propietat del parc original, i qualsevol descendència produïda pels animals en préstec es divideix entre les institucions de préstec i les entitats de retenció. Durant dècades, la captura d'animals salvatges o la compra d'animals s'ha considerat generalment poc ètic i no ha estat practicada per zoològics de bona reputació. Recentment, amb l'augment de restriccions de l'ús d'animals en circs, molts d'aquests animals s'han traslladat a zoològics.

### Limitacions d'espai

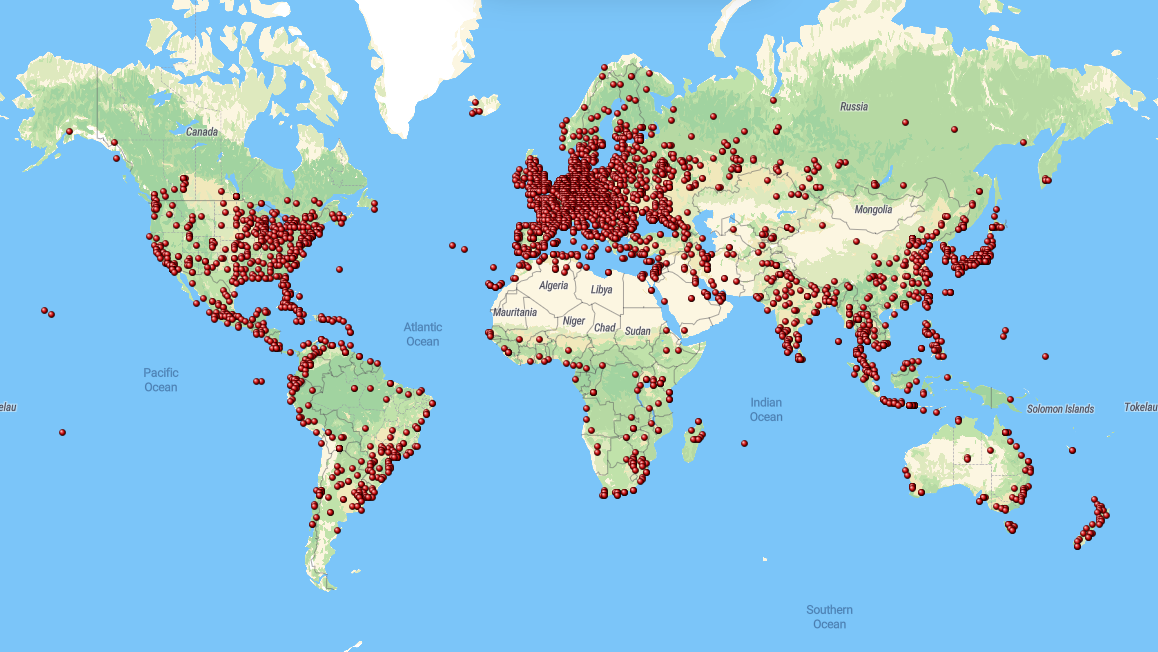
Mapa de tots els zoològics al món

Especialment en animals de grans dimensions, hi ha un espai limitat als zoològics. Com a conseqüència, s'utilitzen diverses eines de gestió per preservar l'espai dels individus genèticament més importants i reduir el risc de consanguinitat. La gestió de les poblacions d'animals es fa normalment a través d'organitzacions internacionals com AZA i EAZA. Els zoològics tenen diverses maneres diferents de gestionar les poblacions d'animals, com ara els desplaçaments entre zoològics, l'anticoncepció, la venda d'excés d'animals i l'eutànasia (sacrifici).
L'anticoncepció pot ser una manera eficaç de limitar la reproducció d'una població. Tanmateix, també pot tenir repercussions en la salut i pot ser difícil o fins i tot impossible de revertir en alguns animals. A més, algunes espècies poden perdre completament la seva capacitat reproductiva si se'ls impedeix la reproducció durant un període (ja sigui mitjançant anticonceptius o aïllament). La venda d'animals excedents dels zoològics abans era habitual i, en alguns casos, els animals acabaven en instal·lacions deficients. En les últimes dècades la pràctica de vendre animals de zoològics certificats ha disminuït. Ocasionalment es sacrifiquen animals als zoològics. Una matança molt publicitada com a part de la gestió de la població va ser la d'una girafa sana al zoològic de Copenhaguen el 2014. El zoo va argumentar que els seus gens ja estaven ben representats en captivitat, la qual cosa feia que la girafa no fos apta per a la cria futura. Hi va haver ofertes per adoptar-la i una petició en línia per salvar-la tenia molts milers de signants, però l'eliminació va continuar. Tot i que els zoològics d'alguns països s'han mostrat oberts sobre la matança, la polèmica i la pressió del públic ha fet que d'altres no ho facen. Això contrasta amb la majoria dels zoològics que anuncien públicament els naixements d'animals. A més, mentre que molts zoològics estan disposats a sacrificar animals més petits i/o de perfil baix, menys estan disposats a fer-ho amb espècies més grans d'alt perfil.
Molts animals es reprodueixen fàcilment en captivitat. Els zoològics sovint es veuen obligats a limitar intencionadament la cria en captivitat a causa de la manca d'hàbitat natural salvatge on reintroduir animals. Això posa de manifest la importància de la conservació in situ, o preservació dels espais naturals, a més de la utilitat dels programes de cria i reintroducció en captivitat del zoològic. Els programes de conservació i reintroducció in situ són elements clau per obtenir la certificació per part d'organitzacions de renom com l'AZA.

## Conservació i recerca

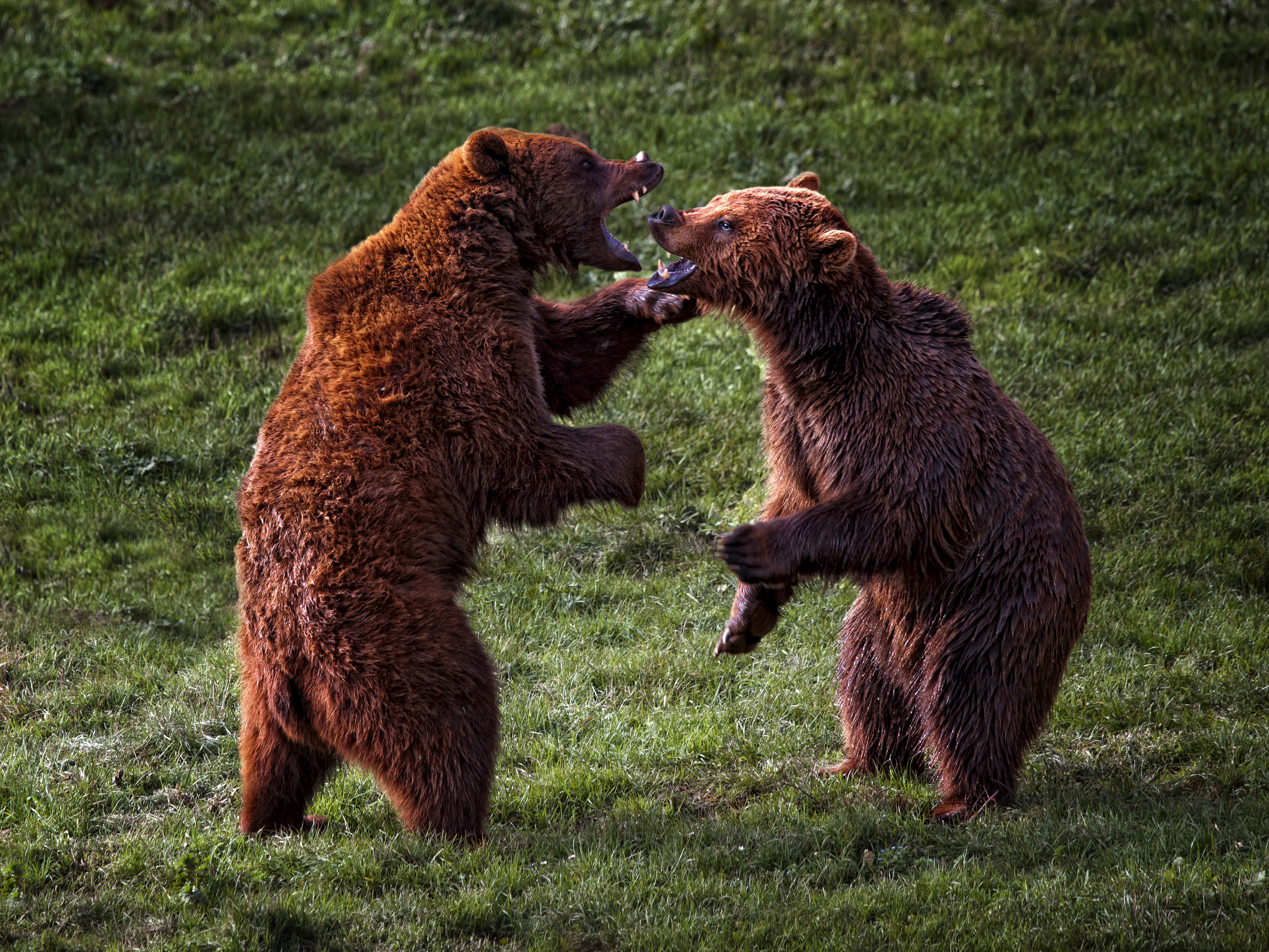
Ossos bruns al Parc Natural de Cabarceno

La posició de la majoria dels zoològics moderns d'Australàsia, Àsia, Europa i Amèrica del Nord, especialment aquells amb societats científiques, és que mostren animals salvatges principalment per a la conservació d'espècies en perill d'extinció, així com per a finalitats d'investigació i educació, i secundàriament per a l'entreteniment dels visitants. La Societat Zoològica de Londres afirma a la seva carta que el seu objectiu és "l'avenç de la Zoologia i la Fisiologia Animal i la introducció de temes nous i curiosos del Regne Animal". Manté dos instituts de recerca, el Nuffield Institute of Comparative Medicine i el Wellcome Institute of Comparative Physiology. Als Estats Units, el Penrose Research Laboratory del Zoo de Filadèlfia se centra en l'estudi de la patologia comparada. L'Associació Mundial de Zoos i Aquaris va elaborar la seva primera estratègia de conservació l'any 1993 i el novembre de 2004 va adoptar una nova estratègia que estableix els objectius i la missió dels jardins zoològics del segle XXI. Quan s'estudia el comportament dels animals en captivitat, però, s'han de tenir en compte diverses coses abans de treure conclusions sobre les poblacions salvatges. Incloent que les poblacions en captivitat són sovint més petites que les salvatges i que l'espai disponible per a cada animal és sovint menor que en estat salvatge.
Els programes de conservació de tot el món lluiten per protegir les espècies de l'extinció, però molts programes de conservació estan infrfinançats i poc representats. Els programes de conservació poden lluitar per lluitar contra problemes més importants com la pèrdua d'hàbitat i les malalties. Sovint es necessita molt de finançament i llargs períodes per reconstruir hàbitats degradats, tots dos escassos en els esforços de conservació. L'estat actual dels programes de conservació no pot dependre només dels plans in situ (conservació in situ), per tant, ex situ (conservació fora del lloc) pot proporcionar una alternativa adequada. La conservació fora del lloc depèn de zoològics, parcs nacionals o altres instal·lacions de cura per donar suport a la rehabilitació dels animals i les seves poblacions. Els zoològics beneficien la conservació proporcionant hàbitats adequats i cura als animals en perill d'extinció. Quan es regulen adequadament, presenten un entorn segur i net perquè els animals augmentin la mida de les poblacions. Un estudi sobre conservació d'amfibis i zoològics va abordar aquests problemes escrivint:
| « | Tot i que abordar les amenaces in situ, especialment la pèrdua, la degradació i la fragmentació d'hàbitat, és de primordial importància; per a moltes espècies d'amfibis, la conservació in situ per si sola no serà suficient, especialment a la llum de les amenaces actuals no mitigables que poden afectar les poblacions molt ràpidament, com la quitridiomicosi [una malaltia fúngica infecciosa]. Els programes ex situ poden complementar les activitats in situ de diverses maneres, com ara el manteniment de poblacions genèticament i demogràficament viables mentre les amenaces s'entenen millor o es mitiguen a la natura. | » |

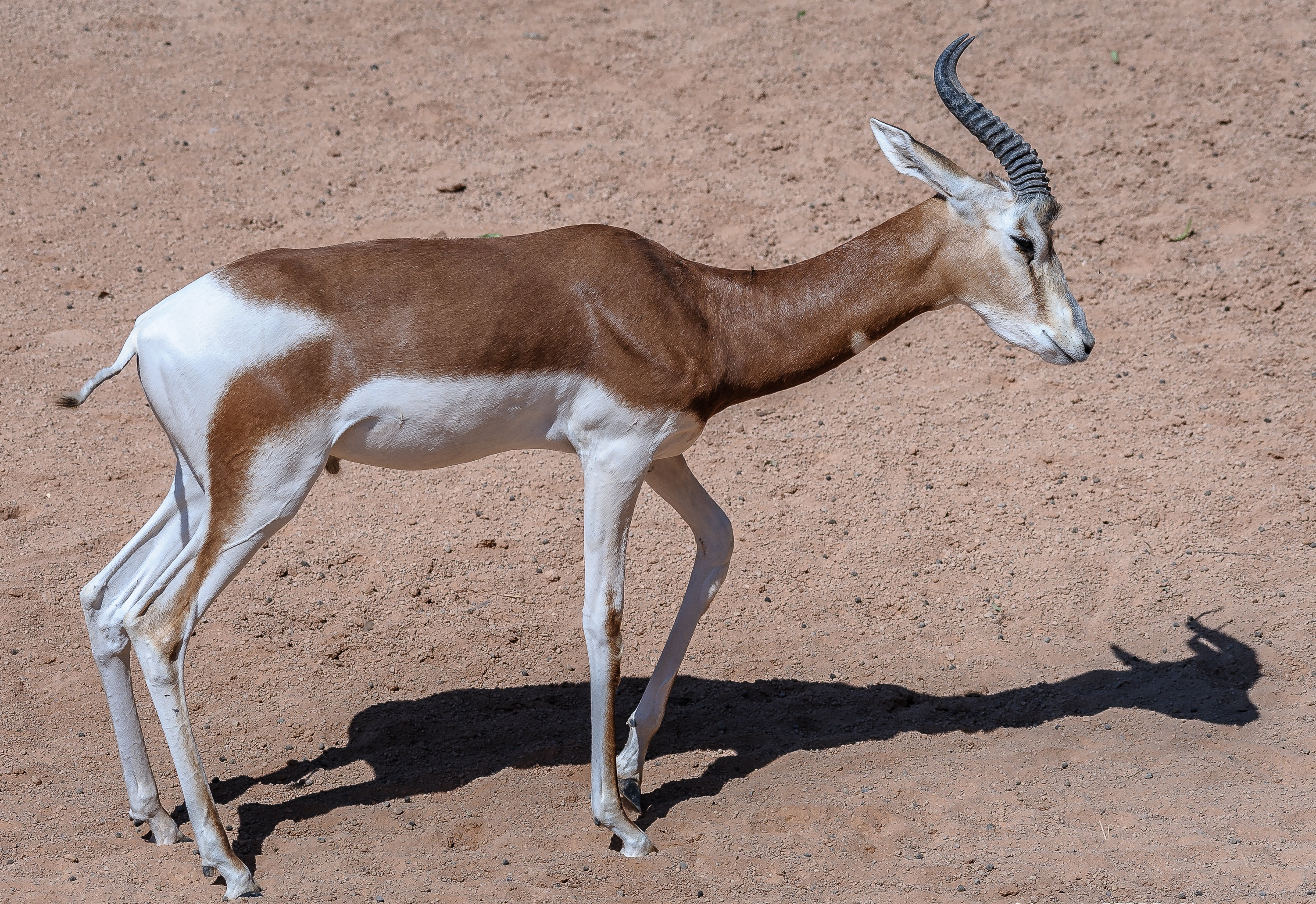
La gasela de mhorr està extinta en estat salvatge i sobreviu gràcies als programes de reproducció dels zoològics

La cria d'espècies en perill d'extinció està coordinada per programes de cria cooperativa que contenen llibres genealògics i coordinadors internacionals, que avaluen el paper dels animals i les institucions individuals des d'una perspectiva global o regional, i hi ha programes regionals a tot el món per a la conservació d'espècies en perill d'extinció. A l'Àfrica, la conservació la gestiona el Programa de Preservació Africà (APP); als Estats Units i al Canadà per Species Survival Plans; a Australàsia, pel Programa de gestió d'espècies d'Australàsia; a Europa, pel Programa Europeu d'Espècies Amenaçades; i al Japó, el sud d'Àsia i el sud-est asiàtic, per l'Associació Japonesa de Zoològics i Aquaris, l'Associació de Zoològics de l'Àsia del Sud per a la Cooperació Regional i l'Associació de Zoològics del Sud-est Asiàtic.
A més de la conservació d'espècies en captivitat, els grans zoològics poden formar un entorn adequat perquè els animals salvatges autòctons, com ara les garses, hi visquin o visitin. Alguns zoològics poden proporcionar informació als visitants sobre animals salvatges que visiten o que viuen al zoològic, o poden animar-los dirigint-los a plataformes específiques d'alimentació o cria.

## Benestar animal

Els animals en captivitat en condicions no idònies poden presentar comportaments estereotípics

El benestar dels animals del zoològic varia molt. Molts zoològics treballen per millorar els seus recintes d'animals i adaptar-los a les necessitats dels animals, però les limitacions com la mida i la despesa poden complicar-ho. El tipus d'hàbitat i la cria són de gran importància per determinar el benestar dels animals. Els hàbitats deficients poden provocar una disminució de la vida útil, causada per factors com ara malalties humanes, materials no segurs a les gàbies i possibles intents de fugida. Tanmateix, quan els zoològics estan enfocats en el benestar dels animals, poden convertir-se en un lloc de refugi. Hi ha animals que estan ferits en estat salvatge i no poden sobreviure per si mateixos, però als zoològics poden viure la resta de la seva vida sans i feliços. En els darrers anys, alguns zoològics han optat per traslladar alguns animals més grans perquè no tenen l'espai disponible per proporcionar-los un recinte adequat.
Un problema amb el benestar animal als zoològics és que sovint no es coneixen completament les millors pràctiques de cria d'animals, especialment per a espècies que només es mantenen en un petit nombre de zoològics. Per solucionar-ho, organitzacions com EAZA i AZA han començat a desenvolupar manuals de cria.

## Criticisme

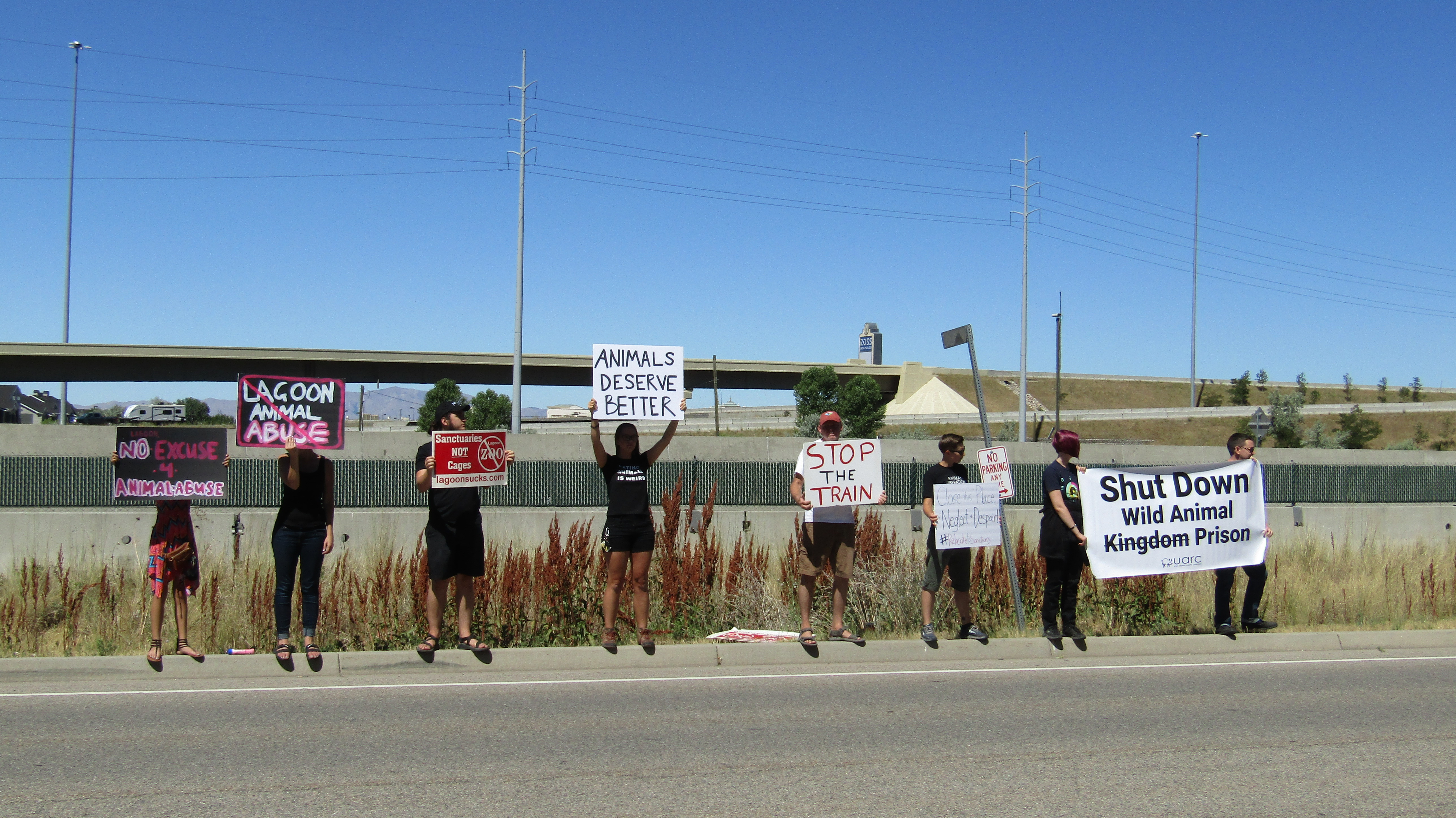
Protesta contra un zoològic a Utah, EUA, per les males condicions que es troben els animals

Alguns crítics i molts activistes dels drets dels animals afirmen que els animals del zoo són tractats com a objectes, en lloc de criatures vives, i sovint pateixen a causa de la transició de ser lliures i salvatges a captivitat. Tanmateix, des que les importacions d'animals capturats a la natura es van regular més per organitzacions com la CITES i les lleis nacionals, els zoològics han començat a mantenir les seves poblacions mitjançant la cria. Aquest canvi va començar al voltant dels anys setanta. Des d'aleshores s'han posat en marxa moltes cooperacions en forma de programes de cria, tant per a espècies comunes com en perill d'extinció. Emma Marris, escrivint un article d'opinió per a The New York Times, va suggerir que els zoològics "haurien deixar de criar tots els seus animals, amb la possible excepció de qualsevol espècie en perill d'extinció amb una possibilitat real de ser alliberada de nou a la natura... Finalment, els únics animals de serien les restes de les antigues ménageries, animals en programes actius de cria de conservació i potser alguns rescats. Fins i tot, aquests zoològics podrien fusionar-se amb santuaris".

## Parcs zoològics als Països Catalans
- Parc Zoològic de Barcelona (1892)
- Aquàrium de Barcelona (1995)
- Bioparc de València (2008)
- L'Oceanogràfic de València (2002)

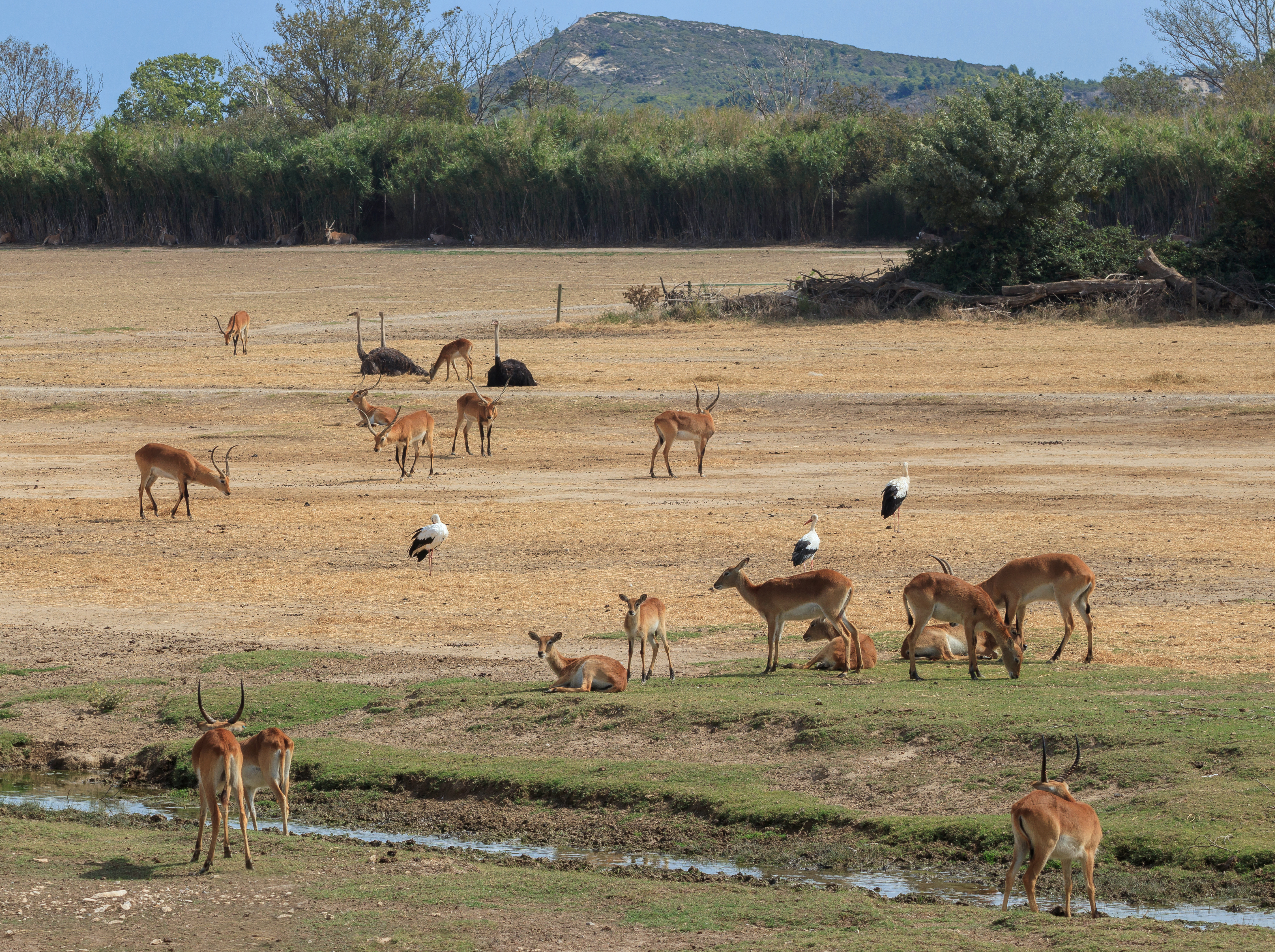
Reserva africana de Sijan

- Safari Aitana a la Serra d'Aitana (1975)
- Aquàrium Municipal de Santa Pola (1983)
- Marineland Mallorca a Calvià, Mallorca (1970)
- Fundació Natura Parc a Santa Eugènia, Mallorca (2001), especialitzada en la recuperació de races autòctones
- Reserva africana de Sijan, Rosselló (1974)
- Terra Natura (2005), Benidorm